# Pallars Jussà
Il Pallars Jussà è una delle 41 comarche della Catalogna, con una popolazione di 12.566 abitanti; suo capoluogo è Tremp.
Amministrativamente fa parte della provincia di Lleida, che comprende 13 comarche.

## Lista dei comuni del Pallars Jussà
| città                   | superficie | popolazione | densità       |
| ----------------------- | ---------- | ----------- | ------------- |
| Abella de la Conca      | 78,27 km²  | 187 ab.     | 2,39 ab./km²  |
| Castell de Mur          | 62,4 km²   | 149 ab.     | 2,4 ab./km²   |
| Conca de Dalt           | 166,5 km²  | 439 ab.     | 2,64 ab./km²  |
| Gavet de la Conca       | 90,9 km²   | 313 ab.     | 3,4 ab./km²   |
| Isona i Conca Dellà     | 139,4 km²  | 1.149 ab.   | 8,25 ab./km²  |
| La Pobla de Segur       | 32,9 km²   | 3.043 ab.   | 92,5 ab./km²  |
| Llimiana                | 41,7 km²   | 141 ab.     | 3,4 ab./km²   |
| Salàs de Pallars        | 20,27 km²  | 334 ab.     | 16,48 ab./km² |
| Sant Esteve de la Sarga | 92,8 km²   | 108 ab.     | 1,2 ab./km²   |
| Sarroca de Bellera      | 87,5 km²   | 153 ab.     | 1,7 ab./km²   |
| Senterada               | 34,5 km²   | 117 ab.     | 2,8 ab./km²   |
| Talarn                  | 28 km²     | 336 ab.     | 12,0 ab./km²  |
| La Torre de Cabdella    | 165,3 km²  | 672 ab.     | 4,1 ab./km²   |
| Tremp                   | 302,8 km²  | 5.286 ab.   | 17,5 ab./km²  |